# Parentification
 (août 2023).
La parentification, ou inversion des rôles parent-enfant, est le processus d'inversion des rôles par lequel un enfant ou un adolescent est obligé d'agir en tant que parent envers son propre parent ou bien ses frères et sœurs,.
Techniquement, deux types distincts de parentification ont été identifiés : la parentification instrumentale et la parentification émotionnelle. La parentification instrumentale implique que l'enfant accomplisse des tâches physiques pour la famille, comme s'occuper d'un parent malade, payer des factures ou fournir une assistance à des frères et sœurs plus jeunes qui seraient normalement fournies par un parent. La parentification émotionnelle se produit lorsqu'un enfant ou un adolescent doit assumer le rôle de confident ou de médiateur pour (ou entre) les parents ou les membres de la famille,.

## État des lieux de la recherche
Melitta Schmideberg a noté en 1948 comment la privation émotionnelle pouvait conduire les parents à traiter leurs enfants (inconsciemment) comme des figures parentales de substitution. Minuchin et coll. a introduit le terme de parentification en 1967. Boszormenyi-Nagy et al. l'a défini en 1973 comme « l'attente d'une figure parentale qu'un enfant remplisse le rôle de parent au sein du sous-système familial ».
La « spousification » et « l'enfant parental » (Minuchin) ont été proposés comme concepts alternatifs explorant le même phénomène, tandis que le thème de la continuité intergénérationnelle dans de telles violations des frontières personnelles (en) a été approfondi. Éric Berne a évoqué les dangers que présentent les parents et les enfants ayant une relation symétrique plutôt qu'asymétrique, comme lorsqu'un conjoint absent est remplacé par l'aîné des enfants ; tandis que Virginia Satir a écrit sur « l'écart rôle-fonction... où le fils assume un rôle de chef de famille, généralement celui du père ».
La théorie des relations d'objet a mis en évidence la façon dont le faux soi de l'enfant est appelé à l'existence lorsqu'il est contraint prématurément de prendre soin excessivement de l'objet parental ; John Bowlby a étudié ce qu'il appelle « la prestation de soins compulsive » chez les personnes anxieusement attachées, résultant du fait qu'un parent inverse la relation normale et fait pression sur l'enfant pour qu'il soit une figure d'attachement pour eux.
Tous ces aspects des modèles parentaux perturbés et inversés ont été regroupés dans le cadre du phénomène plus large de la parentification – avec le résultat (suggèrent les critiques) qu'à l'occasion, « ironiquement, le concept de parentification a... été aussi surchargé que l'enfant qui en est victime ».

## Choix de l'enfant
Les enfants plus âgés, souvent les aînés, sont choisis pour le rôle parental familial,,. Souvent, un frère ou une sœur plus jeune assume alors le rôle de « nouvel aîné ».
Les considérations de genre signifient que parfois le garçon ou la fille aînée est sélectionné, même s'il ne s'agit pas globalement de l'enfant le plus âgé, pour des raisons telles que la préférence pour correspondre au sexe du parent disparu. Les filles, en particulier celles qui ont une famille nombreuse, sont plus susceptibles que les garçons d'être parentalisées,. Lorsqu'il y a un enfant handicapé à prendre en charge dans la famille, « les frères et sœurs plus âgés, en particulier les filles, courent le plus grand risque de devenir parent ».
Un parent marié, veuf ou célibataire peut traiter son enfant comme son conjoint ; c'est ce qu'on appelle la spousification (de l'anglais spouse, « époux, épouse ») ; ce phénomène se produit plus souvent chez les parents célibataires que chez les parents mariés. La spousification mère-fils est plus courante que la spousification père-fille. Les mères peuvent confier ce rôle à leurs fils par désir de protection par peur des hommes. Leurs fils constituent pour elle une option moins menaçante.
La parentification mère-fille est également plus courante que la parentification père-fille. Les filles sont plus susceptibles que les fils d’être un point d’ancrage émotionnel. Dans une relation mère-fille, la mère peut obliger sa fille à jouer le rôle de soignante, ce qui contrevient aux attentes normales de l'enfant en matière d'amour et de soins,.

## Parentification narcissique
La parentification narcissique se produit lorsqu'un enfant est obligé d'assumer la projection idéalisée du parent, ce qui encourage un perfectionnisme compulsif chez l'enfant au détriment de son développement naturel. Dans un type de pseudo-identification, l'enfant est amené par tous les moyens à adopter les caractéristiques de l'idéal du moi parental – un modèle qui a été détecté dans la culture occidentale depuis la description par Homère du personnage d'Achille.

## Conséquences
La parentalité est néfaste lorsqu’elle est injuste et constitue un fardeau important pour l’enfant. Comme elle peut être adaptative ou inadaptée , elle n'est pas toujours pathologique, mais sa forme destructrice (appelée parentification destructrice) est liée à une parentalité inadaptée, à une mauvaise adaptation de l'enfant, à des abus physiques, à des abus sexuels, à des problèmes de comportement, à une diminution de l'émotivité et à de mauvaises relations/compétences sociales,, . Les enfants parentifiés présentent également un risque plus élevé de dépression, d'idées suicidaires, d'anxiété et de faible estime de soi,.
La parentification a été associée à des jeunes femmes souffrant de troubles de l'alimentation, notamment dans le cas des relations père-fille. Lorsqu’il y a plus d’une fille, la fille aînée est plus susceptible d’être préparée à une activité sexuelle et parentalisée. Une ou plusieurs de ses jeunes sœurs peuvent être ciblées par le père à des fins d'activités sexuelles au cours des années suivantes. La parentification émotionnelle père-fils peut entraîner une dépression et une exteriorisation (en) chez les fils.
Un sous-produit important de la parentification est la perte de sa propre enfance. L'enfant peut également abandonner l'école pour assumer le rôle parental. Dans la parentification destructrice, l'enfant en question assume une responsabilité excessive au sein de la famille, sans que sa garde soit reconnue et soutenue par d'autres. En adoptant le rôle de parent soignant, l’enfant perd sa véritable place dans la cellule familiale et se retrouve seul et incertain. Dans des cas extrêmes, il peut y avoir ce qu'on appelle une sorte de désincarnation, une blessure narcissique qui menace l'identité fondamentale de l'individu. Plus tard dans la vie, les enfants parents éprouvent souvent de l'anxiété face à l'abandon et à la perte, et démontrent des difficultés à gérer le rejet et la déception dans les relations interpersonnelles.
Boszormenyi-Nagy et al. font partie des chercheurs qui ont soutenu que la parentification n’est pas toujours inadaptée. Les chercheurs de ce point de vue affirment que les enfants pourraient bénéficier du fait d’être traités comme des individus capables et d’assumer le rôle de soutien et de soin de leur famille. Les chercheurs ont émis l'hypothèse que la parentification pourrait améliorer l'empathie, l'altruisme et les niveaux de responsabilité envers un enfant. L'enfant peut poursuivre une carrière dans le domaine de la santé mentale. Les effets positifs sont probablement dus au fait que la parentification était temporaire et modérée, ce qui constitue un aspect de la parentification adaptative. La parentification adaptative peut se manifester si le parent est vital pour le développement de son enfant et exprime à l'enfant sa conscience et son appréciation de l'enfant assumant le rôle parental,. La parentification adaptative ne constitue pas nécessairement un renversement des rôles lorsqu'elle est instrumentale plutôt qu'émotionnelle, temporaire et sans lourde charge, et lorsque l'enfant est traité équitablement par ses parents et bénéficie de leur soutien. Au lieu d’être un aspect de la psychopathologie, c’est un mécanisme d’adaptation au stress.

## Lectures complémentaires
- Hooper, DeCoster, White et Voltz, « Characterizing the Magnitude of the Relation Between Parentification and Psychopathology: A Meta-Analysis », Journal of Clinical Psychology, vol. 67, no 10,‎ octobre 2011, p. 1028–1043 (PMID 21520081, DOI 10.1002/jclp.20807, lire en ligne)
- Jean-François Le Goff, L'enfant, parent de ses parents : Parentification et Thérapie familiale, Editions L'Harmattan, 2000 (ISBN 978-2738484789)
- Stéphanie Haxhe, L'enfant parentifié et sa famille, ERES, 2013 (ISBN 978-2749237510)